# 须吸蜜鸟
，是雀形目须吸蜜鸟科的唯一物种。
须吸蜜鸟体重约93.37克，翼长约104.3毫米，嘴峰长约20.1毫米，喙宽度约3.5毫米，喙厚度约3.9毫米，跗蹠长约27.6毫米，尾长约78毫米。须吸蜜鸟在其分布区内为留鸟，其栖息在密集的高大树木组成的森林中，为杂食性鸟类。

## 亚种
- ：分布于新西兰小屏障岛。
- ：曾分布在大屏障岛、北岛和卡皮蒂岛，约1885年灭绝。[4][5]